# Коммерсантъ FM
Коммерсантъ FM — информационная радиостанция, основанная в 2010 году в составе ИД «Коммерсантъ».

## История
Радиостанция начала регулярное вещание 15 марта 2010 года в 12 часов по московскому времени на частоте New Tone FM 93,6 FM в Москве. По замыслу станция должна была стать частью авторитетного издательского дома, оставаясь при этом самостоятельным СМИ. Над запуском радиостанции работали представители американской новостной станции 1010 Wins.
В марте 2013 года пост главного редактора покинул Алексей Воробьев, а в июле — исполнявший обязанности главреда обозреватель радиостанции Константин Эггерт. Пост заняла Мария Комарова, в прошлом работавшая заместителем мэра Саратова по идеологии и соратница первого заместителя руководителя Администрации Президента Российской Федерации Вячеслава Володина.
В декабре 2014 года Комарова перешла на должность генерального директора издательского дома «Коммерсантъ», и. о. редактора радиостанции стал Дмитрий Ловягин.
В июле 2016 года Алексей Воробьёв повторно стал главным редактором. С 2013 года он руководил запуском украинских радиостанций Вести и Эра, а также работал в росcийском государственном информагентстве ТАСС.
31 марта 2021 года радиостанция прекратила вещание в Нижнем-Новгороде.
8 июня 2022 года на фоне российского вторжения на Украину неизвестные хакеры взломали радиостанцию, поставив в прямой эфир гимн Украины, песню лидера группы «Ногу свело» Макса Покровского «Нам не нужна война» и композицию «Червона калина» в исполнении Андрея Хлывнюка.

## Концепция
Формат радиостанции — all news radio. Каждые 10 минут в эфире последние новости, главные темы дня, ситуация на рынках, новости спорта, актуальный трафик и погода. Каждые 20 минут выходят тематические рубрики и программы.

## Коллектив
- Алексей Воробьев — главный редактор радиостанции «Коммерсантъ FM»
- Марина Пашинская — первый заместитель главного редактора
- Олег Богданов — заместитель главного редактора, экономический обозреватель
- Олег Сивков — директор эфира
- Дмитрий Дризе — политический обозреватель
- Владимир Осипов — спортивный обозреватель
- Пётр Шадрин — спортивный обозреватель
- Дмитрий Гронский — автообозреватель
- Александр Леви — hi-tech-обозреватель, эксперт в области высоких технологий.
- Дмитрий Буткевич — арт-обозреватель
- Константин Максимов — экономический обозреватель
- Андрей Загорский — экономический обозреватель

## Коллектив радиостанции в Нижнем Новгороде
- Иван Юдинцев — генеральный директор радиостанции в Нижнем Новгороде
- Илья Приходько — главный редактор нижегородского вещания, ведущий эфира (так же ведущий телеканала ННТВ)
- Оксана Ткаченко — директор эфира нижегородского вещания, ведущая эфира (так же ведущая телеканала ННТВ)
- Алевтина Нефёдова — ведущая эфира
- Елена Минская — культурный обозреватель нижегородского вещания
- Сергей Костенко — style-обозреватель нижегородского вещания
- Сергей Жохов — технический директор

## Ведущие линейного эфира
- Анна Казакова (с апреля 2010 г.)
- Петр Косенко (с февраля 2013 г.)
- Марат Кашин (с ноября 2014 г.)
- Юрий Абросимов (с февраля 2016 г.)
- Олег Булгак (с октября 2016 г.).
- Рамаз Чиаурели (с июля 2017 г.)
- Дарья Надина (с марта 2018 г.)
- Оксана Барыкина (с открытия радиостанции до ориентировочно 2017 г. и вновь — с декабря 2019 г.)
- Марина Старостина (с октября 2022 г.)
- Алексей Нарышкин (с октября 2022 г.)
- Ирина Меркулова (с сентября 2023 г.)
- Наталия Боева (с сентября 2016 г. по декабрь 2019 г., с октября 2021 г. по октябрь 2022 г. и вновь — с апреля 2024 г.)

## Ведущие, ушедшие из линейного эфира
- Андрей Норкин (не работал на «Коммерсантъ FM» с апреля по июнь 2013 г. в связи с работой на Общественном телевидении, вернулся в эфир с 17 июня 2013 г.; с июля 2014 г. ушёл из эфира «Коммерсанта» в связи с переходом на НТВ)
- Константин Эггерт (Вел линейный эфир в 2010—2011 гг., позднее выходил в эфир с «Точкой зрения», комментариями в качестве независимого журналиста и соведущего программы «Демократия» до декабря 2015 г., вернулся на ЪFM в начале 2017).
- Дмитрий Борисов (до 2012 г.)
- Станислав Кучер (2010-2018 гг.)
- Татьяна Вишневская (до 2012 г.)
- Александр Васильев, Андрей Лобанов — ведущие обзора дорожного трафика, работали до 01.01.2013, после чего обзор трафика перешёл к обязанностям ведущих эфира.
- Наиль Губаев — по декабрь 2012 г.
- Наталья Веселова (экономический обозреватель) — по декабрь 2012 г.
- Никита Нелюбин — по февраль 2013 г.
- Роман Карлов — по март 2013 г.
- Ксения Туркова — по август 2013 г.
- Алексей Логинов — сентябрь 2012 — октябрь 2013 г.
- Татьяна Ильина — с августа 2013 г. по июль 2014 г. (в августе 2013 г. под фамилией Татьяна Аронова)
- Дарья Полыгаева — с октября 2012 по май 2015 г.
- Илья Корякин — с февраля по август 2016 г.
- Светлана Токарева (до 2012 г. и вновь с декабря 2014 г. по март 2017 г.)
- Александра Жаркова-Джорджевич (с февраля 2016 г. по март 2017 г.)
- Алексей Корнеев (с открытия радиостанции по 2017 г.)
- Маргарита Полянская (по июнь 2013 г. и вновь — с марта 2017 г. по февраль 2018 г.)
- Инна Владина (с декабря 2014 г. до ориентировочно 2017 г.)
- Наталия Жданова (с июня 2013 г. по сентябрь 2021 г.)
- Максим Митченков (с февраля 2013 г. по сентябрь 2022 г.)
- Борис Блохин (с июля 2013 г. по ноябрь 2014 г. и вновь — с июля 2017 г. — ведущий линейного эфира, с марта 2022 г. по декабрь 2022 г. — ведущий выпусков новостей)
- Сергей Соболев (с января 2018 г. — ведущий выпусков новостей, с декабря 2019 г. по сентябрь 2023 г. — ведущий линейного эфира)
- Ольга Бадьева (с января 2023 г. по апрель 2024 г.)

## Программы
- Drive Time. Утро с ЪFM — главные новости дня и развитие событий.
- Цели и средства — программа посвящена решению какой-либо задачи или проблемы.
- Большой разговор\ Слушание по делу — редакционные программы об актуальных событиях в России и мире, о трендах последних дней.
- Деньги и биржи с Олегом Богдановым и Константином Максимовым. Информационно-аналитическая программа о тенденциях на мировых рынках.
- Венчурные инвестиции с Юрием Митиным. Программа о том, как сохранить и приумножить свои кровно заработанные деньги, как стать настоящим коммерсантом.
- Путешествия с Петром Воронковым. Он видит необычное там, где остальные проходят мимо.. И знает о достопримечательностях то, что скрыто от простого туриста..
- Ресторанная критика — о новых концепциях и меню в ресторанах Москвы, ведёт обозреватель ИД «Коммерсантъ» Дарья Цивина.
- Life Style с Настей Ройзман, модный обозревать ЪFM.
- Hi Tech — новинки в гаджетостроении, ведёт Александр Леви.
- AppStore — обзор приложений из онлайн-магазина App Store, ведёт Александр Леви.
- Автопилот с Дмитрием Гронским (ранее — с Алексеем Слащёвым) — тест-драйвы автомобилей, обзор новостей автомобильного мирового рынка.
- Спорт — ведёт Владимир Осипов, Пётр Шадрин.
- Арт и факты — обзоры и анонсы выставок, вернисажей, арт-аукционов, фестивалей и биеннале, ведёт Дмитрий Буткевич.

## Награды
18 декабря 2013 года стало известно о том, что радиостанции «Коммерсантъ FM» была присуждена правительственная премия за организацию вещания. Её присудили вице-президенту издательского дома «Ъ» по радио и исполняющей обязанности главного редактора радиостанции Марии Комаровой, бывшим главным редакторам радиостанции Дмитрию Солопову, Алексею Воробьеву и Константину фон Эггерту, а также ведущему вечерней программы Андрею Норкину. Премия размером в миллион рублей была вручена в январе 2014 года.